# Maßlösung

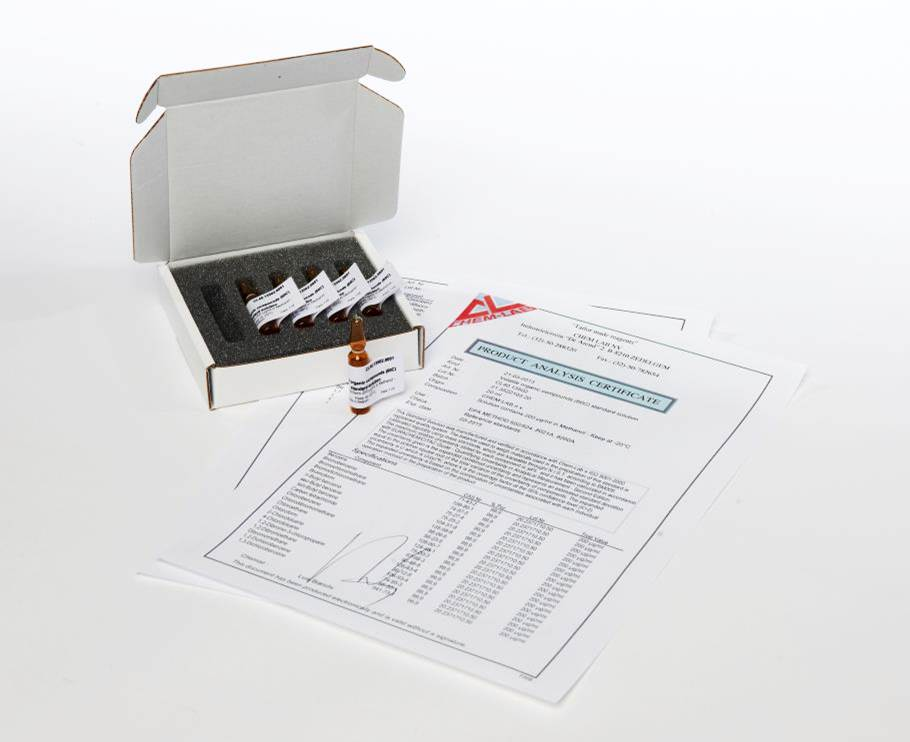

Eine Maßlösung ist eine Lösung mit genau bestimmtem Gehalt (z. B. 0,5 mol/l) einer Substanz (z. B. HCl). Der Gehalt einer Maßlösung wird mit Hilfe einer Reinstsubstanz, auch Urtiter genannt, ermittelt.
Die Nennkonzentration einer Maßlösung wird mit einem Faktor multipliziert, um die effektive Konzentration zu erhalten; dieser Faktor wird Titer genannt. Maßlösungen werden beispielsweise bei volumetrischen Titrationen eingesetzt und gewährleisten auf Grund ihrer Genauigkeit die Zugabe einer definierten Stoffmenge.
Manchmal wird bei Maßlösungen nicht die Molarität, sondern die Äquivalentkonzentration, veraltet „Normalität“, verwendet. So entspricht 1 N einem Äquivalent von 1 mol/l (1 H+, 1 e− oder analog). Manchmal werden auch Übergangsformen verwendet, z. B.: 1 mol/l (1/2 H2SO4) = 1 N (H2SO4) = 1 mol/l H+.